# Общественное учреждение
Общественное учреждение — не имеющее членства общественное объединение, ставящее целью оказание конкретного вида услуг, отвечающих интересам участников и соответствующих уставным целям указанного объединения.

Согласно статье 11 Федерального закона «Об общественных объединениях»: 
Управление общественным учреждением и его имуществом осуществляется лицами, назначенными учредителем (учредителями).

В соответствии с учредительными документами в общественном учреждении может создаваться коллегиальный орган, избираемый участниками, не являющимися учредителями данного учреждения и потребителями его услуг. Указанный орган может определять содержание деятельности учреждения, иметь право совещательного голоса при учредителе (учредителях), но не вправе распоряжаться имуществом общественного учреждения, если иное не установлено учредителем (учредителями).
Общественное учреждение является видом юридического лица, которое существует только в теории, его практически невозможно зарегистрировать. По действующему законодательству, общественные объединения создаются для удовлетворения духовных (нематериальных) потребностей и в то же время, общественное учреждение создается для оказания услуг, что является коммерческой деятельностью в соответствии с ГК РФ. Учитывая такое противоречие, при создании общественного учреждения невозможно не нарушить закон, поэтому регистрирующие органы отказывают в регистрации общественных учреждений. Зарегистрировать общественное учреждение можно по решению суда.